# Razredna knjiga
Razredna knjiga (njem. Klassenbuch)  dio je obvezne pedagoške dokumentacije i evidencije u osnovnoj i srednjoj školi koja se tijekom školske godine vodi za razredni odjel. Razredna knjiga sadrži imenik, pregled rada i dnevnik rada.

## Razredna knjiga
Razredna knjiga sadrži podatke o učenicima, učiteljima/nastavnicima i nastavnim predmetima te o odgojno-obrazovnome radu i drugim aktivnostima u razrednome odjelu tijekom jedne školske godine.  
Brojčano označene stranice razredne knjige uvezane su u korice tvrdog uveza veličine 29,5 x 42 cm. Na prednjoj stranici razredne knjige upisuje se naziv i vrsta škole, razredni odjel i školska godina. Prva stranica sadrži naziv i vrstu obrazovnog programa, oznaku razrednoga odjela i školsku godina za koju se vodi te potpise ravnatelja i razrednika. Upute o vođenju razredne knjige nalaze se na unutarnjoj strani korica. Razrednu knjigu vodi razrednik, a na kraju školske godine zaključuje ju uz supotpis ravnatelja.  

## Imenik
Imenik je dio razredne knjige koji sadrži sljedeće podatke:
- osobne podatke o učeniku (redni broj, matični broj učenika iz matične knjige, prezime i ime učenika, ime majke i oca, podatke o rođenju, adresa stanovanja, te program obrazovanja koji učenik polazi)
- naziv obrazovnoga programa (vrsta gimnazije ili strukovne kvalifikacije/zanimanja)
- prostor za bilješke (bilješke o radu, napredovanju i ocjenama učenika, podaci o izostancima, općem uspjehu i vladanju, podaci o primjerenome programu školovanja kojega učenik polazi te o popravnim, predmetnim, razrednim/razlikovnim ispitima).

## Pregled rada
Pregled rada sadrži:

- podatke i raspored zadaća i izvedbe programa po mjesecima
- popis nastavnih predmeta s podatcima o razini i vrsti obrazovanja učitelja, o te o razdoblju u kojemu izvode nastavu u razrednome odjelu
- popis vrsta odgojno-obrazovne potpore za učenike s teškoćama
- podatke o izvannastavnim aktivnostima, stručnim posjetima, školskim izletima i ekskurzijama te o suradnji s roditeljima
- godišnji plan i tjednu evidenciju te bilješke o radu razrednika u razrednome odjelu
- pregled rada za strukovne programe sadrži i podatke o praktičnoj nastavi i vježbama
- podatke o provedbi programa profesionalnoga informiranja i usmjeravanja
- tablice sa zbirnim podacima za razredni odjel
- popis učenika s podatcima o naknadnome upisu i ispisu, dužnostima učenika i sl.
- zapisnike i bilješke o sastancima razrednoga odjela
- ime, prezime i potpisi razrednika i ravnatelja kojim potvrđuju vjerodostojnost podataka u razrednoj knjizi.

## Dnevnik rada
Dnevnik rada sadrži:
- podatke o održanoj nastavi po nastavnim jedinicama,radnim tjednima, danima i nastavnim satima
- podatke o izostancima učenika, dežurnim učenicima razrednog odjela i održanimnastavnim satima u tjednu
- ime, prezime i potpis razrednika kojim potvrđuje vjerodostojnost podataka u dnevniku.